# Chevrolet Chevette
Den Namen Chevrolet Chevette tragen zwei Modelle der US-amerikanischen Automarke Chevrolet, die zum General Motors Konzerns gehört. Zum einen der von 1975 bis 1987 gebaute Kleinwagen (Subcompact); zum anderen das ebenfalls von GM in Brasilien hergestellte Modell der unteren Mittelklasse, das von 1973 bis 1993 produziert wurde. Darüber hinaus gab es von 1992 bis 1995 in Argentinien die GMC Chevette. Es ist bis heute das einzige PKW-Modell das unter dem Namen GMC verkauft wurde und kein SUV oder Pick-up ist.
Alle Fahrzeuge basierten auf dem Opel Kadett C.

## Chevrolet Chevette (USA)
Die Chevette basierte auf der T-Plattform von GM und war somit mit dem Opel Kadett C, der britischen Vauxhall Chevette, dem Isuzu Gemini in Japan und der brasilianischen Chevrolet Chevette verwandt. Allerdings wurde die US-Chevette den dortigen Verhältnissen angepasst (vor allem in Hinblick auf den Einbau einer (aufpreispflichtigen) Klimaanlage), so dass dieses Modell später erschien.
Die Chevette wurde in den ersten Jahren auch als Pontiac Acadian in Kanada verkauft, ehe Pontiac mit dem T1000 eine eigene Chevette-Variante brachte, die dann ebenfalls als Pontiac Acadian in Kanada angeboten wurde.

### Geschichte nach Modelljahren
1976
Zum Modelljahr 1976 erscheint im Herbst 1975 die Chevrolet Chevette, fürs Erste nur als dreitürige Kombilimousine. Neben dem Grundmodell gibt es ein abgespecktes Einstiegsmodell namens Scooter, das auf Chromschmuck und Rücksitzbank verzichtet, mit 2899 US$ aber das billigste Auto auf dem US-Markt darstellt; ferner die Ausstattungslinien Sport, Rally und Woody (mit seitlichem Holzfolien-Dekor) mit angereicherter Ausstattung. Für den Antrieb sorgen Vierzylinder mit 1400 cm³ (39 kW) und 1600 cm³ (45 kW), gekoppelt mit einem Vierganggetriebe (Dreigangautomatik auf Wunsch).
Erkennungsmerkmal der frühen Chevette (bis einschließlich Modelljahr 1978) sind die in Höhlen eingelassenen Scheinwerfer (wie vom Chevrolet Camaro bekannt), der geteilte Kühlergrill und das im Bereich unter der Heckscheibe stark abgerundete Heck.
1977

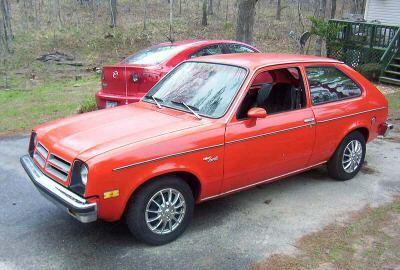
1977 Chevette Dreitürer mit nicht originalen Radkappen

Die Woody-Ausstattung entfällt, Sport- und Rally-Pakete werden durch die Ausstattung Rally Sport ersetzt. Beim Scooter ist die Rücksitzbank jetzt serienmäßig, kann aber (gegen Minderpreis) entfallen. Neu ist das Sandpiper-Paket in Weiß oder der Sonderfarbe Goldgelb mit Zierstreifen an den C-Säulen. Durch Änderungen am Vergaser leistet der 1,6-Liter 4-Zylinder-Motor jetzt 47 kW, der kleinere 1,4-Liter nun 43 kW. Neun neue Farben stehen im Programm.
1978
Zusätzlich zum Dreitürer erscheint ein Fünftürer auf einem um 76 mm verlängerten Radstand. Der augenscheinlich zu schwache 1,4-Liter (insbesondere in Verbindung mit Automatik und/oder Klimaanlage) fällt aus dem Programm, der 1,6-Liter mit weiterhin 46 kW ist Serie, eine 50-kW-Version ist gegen Aufpreis lieferbar. Die Grundausstattung der regulären Chevette (nicht des Scooter) wird um 18 vormalige Extras erweitert (Radio, Mittelkonsole, Frontspoiler usw.), und von den 14 lieferbaren Lackfarben sind zehn neu.
1979
Die Chevette erhält eine Modellpflege mit Rechteckscheinwerfern und breitem, durchgehendem Kühlergrill, das Heck bleibt vorerst unverändert. Der 1,6-Liter erhält einen Doppelvergaser und leistet nun 52 bzw. 55 kW. Auf Wunsch ist unter dem Kürzel F41 ein Sportfahrwerk mit hinterem und vorne verstärktem Querstabilisator lieferbar.
1980
In diesem Modelljahr wird das Heck geliftet und kantiger gestaltet, die Heckscheibe ebenso wie die Heckleuchten vergrößert. Zu den 14 Lackfarben kommen 5 Zweifarbenkombinationen hinzu. Die Tankklappe ist ab sofort rund (vorher eckig).
1981
Die Windschutzscheibe wird jetzt bündig verklebt; neu sind auch die silbernen Stahlfelgen und der schwarze Kühlergrill mit Chrom-Highlights. Erstmals gibt es die Servolenkung in Verbindung mit Automatik und Klimaanlage. Der Motor erhält eine elektronische Steuerung und leistet weiterhin 52 kW, die stärkere Ausführung gibt es nicht mehr.
1982
Gegen etwa 20 % Aufpreis kann der Kunde einen, von Isuzu stammenden, 1,8-Liter-Vierzylinder-Diesel (38 kW) bestellen (Normverbrauch: 5,9 l/100 km in der Stadt, 4,3 l über Land). Auf Wunsch gibt es den Benziner mit Fünfganggetriebe, beim Diesel ist es Serie. Der Benzinmotor fällt leistungsmäßig auf 49 kW zurück. Erstmals gibt es den Scooter auch fünftürig.
1983
Die Chevette erhält ein weiteres kleines Facelift mit tiefer gezogenem Frontspoiler, Stoßstangen in Wagenfarbe (Scooter: schwarze Stoßstangen) und etlichen schwarz eloxierten Chromteilen. Neues Modell Chevette S in sportlicher Aufmachung mit noch mehr Schwarz.
1984

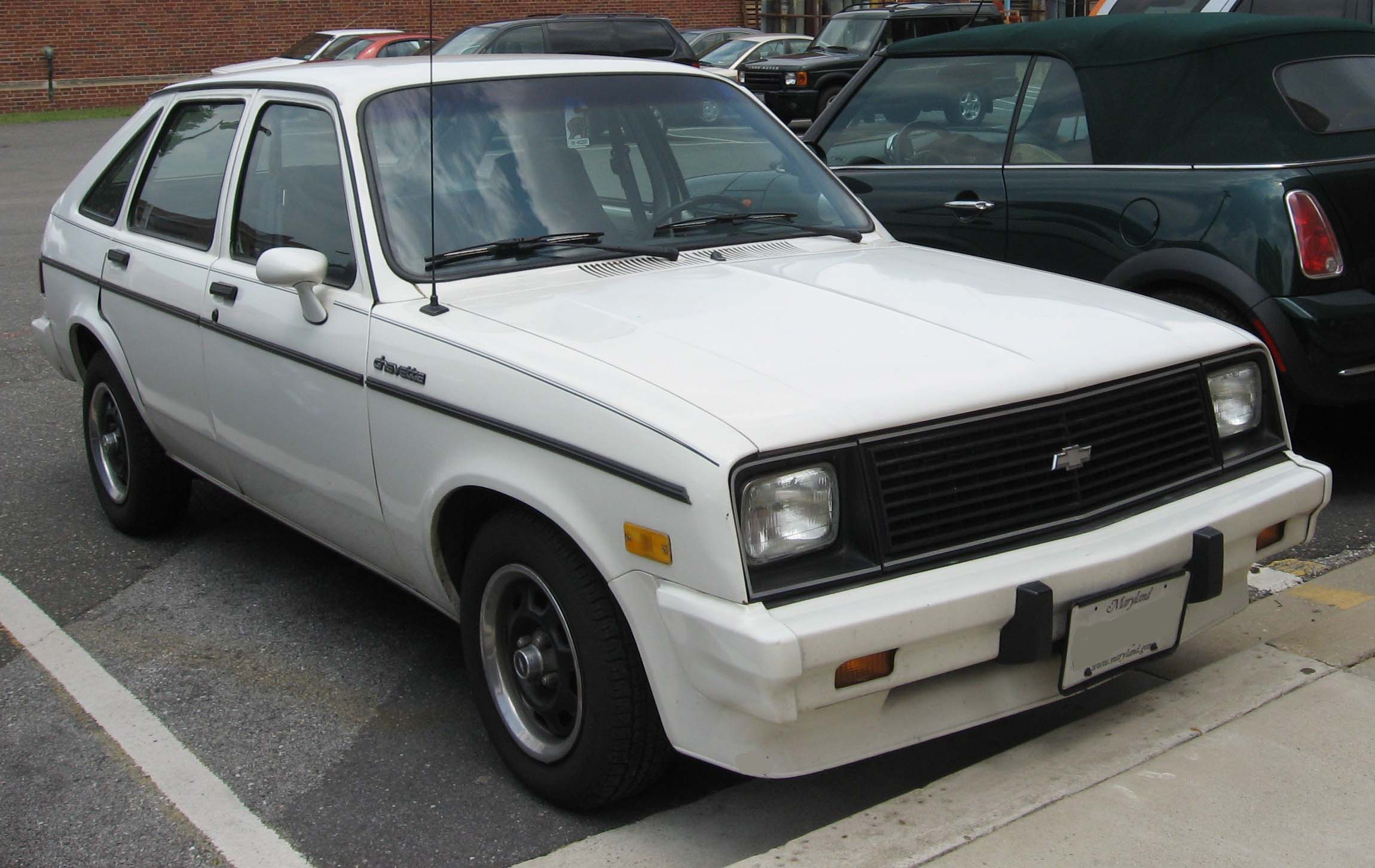
Chevrolet Chevette Facelift 1983

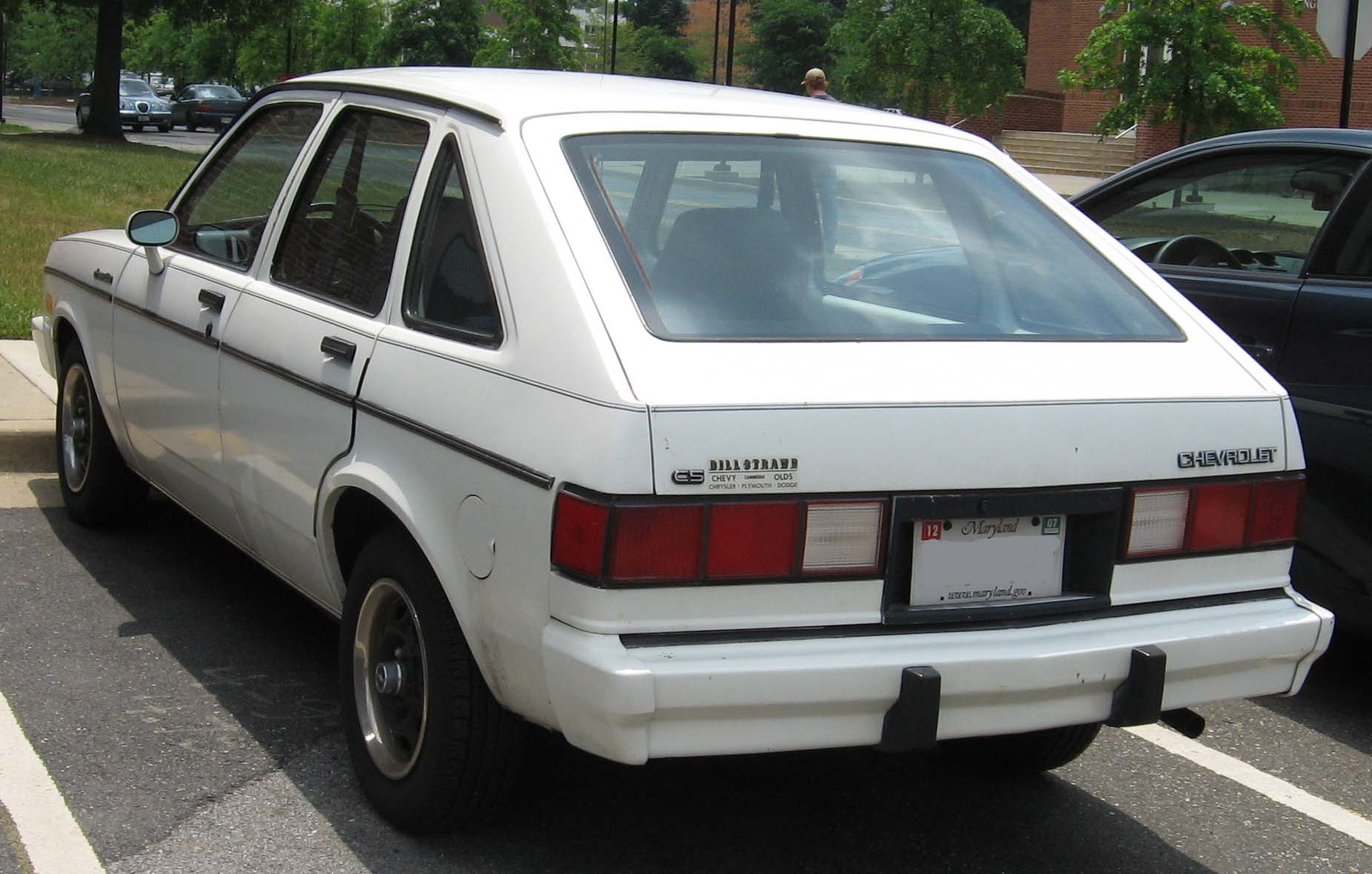

Der Scooter fällt aus dem Programm. Die Basis-Chevette jetzt mit schwarzen Stoßstangen, auf Wunsch mit Chromeinlagen. Eine neue Ausstattungsvariante ist die Chevette CS mit Stoßstangen in Wagenfarbe, Mittelkonsole, Zigarettenanzünder und Radio.
1985
Das Basismodell entfällt, nur der CS bleibt lieferbar. Der Diesel ist nicht mehr in Verbindung mit Automatik verfügbar. Acht neue Farben, auf Wunsch Z13 Sportzierpaket mit Kühlergrill, Stoßstangen und Felgen in Schwarz.
1986
Neues Chevrolet-Emblem ziert den Kühlergrill, auf der Heckscheibe sitzt die neuerdings obligatorische dritte Bremsleuchte.
1987
Entfall des Dieselmotors. Produktionsende im Sommer 1987.

## Stückzahlen
- 1976: 187.817 + 9.810 Acadian
- 1977: 133.469
- 1978: 286.144 + 11.316 Acadian
- 1979: 369.109
- 1980: 449.161
- 1981: 433.600
- 1982: 232.808
- 1983: 169.565
- 1984: 243.900
- 1985: 123.499
- 1986: 103.244
- 1987:  46.208

Summe: 2.799.650

## Chevrolet Chevette (Brasilien)
Die brasilianische Version der Chevrolet Chevette erschien dort bereits im April 1973 als mit dem Opel Kadett C weitgehend baugleiche zwei-, später auch als wenig erfolgreiche viertürige Limousine, als dreitüriges Schrägheckmodell, Chevette Hatch genannt und dem City-Kadett ähnlich, unter der Bezeichnung Marajó als dreitüriger Kombi, sowie als Pick-Up. Der Kadett wurde hingegen erst auf der IAA im Herbst 1973 vorgestellt.
Angetrieben wurde die brasilianische Chevette von Benzin-Vierzylindermotoren von 1,0, 1,4 und 1,6 Litern Hubraum, Letzterer mit Einfachvergaser oder in der Modellversion S mit Doppelvergaser. Die Motoren waren teilweise auch in Versionen für Alkoholbetrieb erhältlich.
Anfangs stand nur der Zweitürer mit 1,4-Liter (68 SAE-Brutto-PS) in den Ausstattungsstufen Basis und SL im Angebot. 1975 wurde die mit mattschwarzen Zierstreifen sportlich aufgemachte Variante Chevette GP eingeführt, die allerdings vom unveränderten Motor des Basismodells angetrieben wurde. Ab 1976 erhielt die Chevette SL verchromte Scheinwerfereinfassungen. Im Januar 1977 erschien die Chevette GP II, die dank Änderungen am Motor sparsamer war als der Vorgänger.
1978 erfolgte ein erstes Facelift mit geteiltem Kühlergrill, der an zeitgenössische Pontiac-Modelle erinnerte. 1979 erschienen die viertürige Limousine und die dreitürige Chevette Hatch sowie das Sondermodell Chevette Jeans mit Jeans-Bezugsstoffen an Sitzen und Türtafeln.
1980 wurde das Heck geliftet und der 1,4-Liter kam auch als Alkohol-Version auf den Markt. Im gleichen Jahr lief das fünfhunderttausendste Exemplar der Chevette vom Band. Im Jahr darauf wurden die runden Scheinwerfer durch eckige ersetzt und die Stoßstangen vergrößert. Es erschien ein weiteres Sondermodell in Schwarz mit goldenen Zierstreifen oder umgekehrt; ferner kam als echtes Sportmodell die Chevette S/R mit 1,6-Liter-Motor heraus.
Im Jahr 1983 erhielt die Chevette ein großes Facelift mit Rechteckscheinwerfern, daneben angeordneten Blinkleuchten, durchgehendem Kühlergrill und flacherer Motorhaube. Neu waren Ausstellfenster in den (vorderen) Türen, Armaturenbrett, der 1,6-Liter für Alkoholbetrieb und ein auf Wunsch lieferbares Fünfganggetriebe.
1984 erschien die Pick-Up-Version namens Chevy 500, die eine halbe Tonne Nutzlast transportieren konnte und bis 1995 im Programm blieb.
1987 wurde erneut ein Facelift durchgeführt; der vordere Stoßfänger mit integriertem Kühlergrill reichte jetzt bis zu den Radhäusern. Neu im Programm war die Luxusausführung SE mit angereicherter Ausstattung. Hatch und Viertürer wurden gestrichen.
1988 wurde der 1,6-Liter, der mittlerweile den 1,4-Liter komplett ersetzt hatte, überarbeitet und leistete statt 73 jetzt 81 PS. Der SE wurde in SL/E umbenannt, wie bei den Chevrolet Monza und Opala. 1989 wurde die Produktion der Kombivariante Marajo zugunsten des auf dem Chevrolet Kadett basierenden Ipanema aufgegeben. Ab 1991 gab es die Chevette nur noch in der Basisausführung DL, die ab 1992 mit Katalysator ausgerüstet wurde.
1992 lancierte Chevrolet die Chevette Junior als Sparmodell mit 50 PS starkem Einlitermotor. 1993 wich der DL dem karger ausgestatteten L. Die letzte Chevette rollte in Brasilien am 12. November 1993 vom Band. Insgesamt wurden dort in 20 Jahren 1,6 Millionen Exemplare hergestellt; als Nachfolger der Chevette diente der Chevrolet Corsa, abgeleitet vom Opel Corsa B.
| Technische Daten Chevrolet Chevette Brasilien/USA (1987) |                                                                                                 |                                                                                                 |                                                                                                 |                                                                                |
| Chevrolet Chevette                                       | 1400                                                                                            | 1600                                                                                            | 1600 Alkohol                                                                                    | USA                                                                            |
| Motor:                                                   | 4-Zylinder-Reihenmotor (Viertakt)                                                               | 4-Zylinder-Reihenmotor (Viertakt)                                                               | 4-Zylinder-Reihenmotor (Viertakt)                                                               | 4-Zylinder-Reihenmotor (Viertakt)                                              |
| Hubraum:                                                 | 1398 cm³                                                                                        | 1599 cm³                                                                                        | 1599 cm³                                                                                        | 1599 cm³                                                                       |
| Bohrung × Hub:                                           | 82 × 66,2 mm                                                                                    | 82 × 75,7 mm                                                                                    | 82 × 75,7 mm                                                                                    | 82 × 75,7 mm                                                                   |
| Leistung bei 1/min:                                      | 45,5 kW (62 PS) bei 5600                                                                        | 50,5 kW (69 PS) bei 5200                                                                        | 53 kW (72 PS) bei 5200                                                                          | 48,5 kW (66 PS) bei 5200                                                       |
| Max. Drehmoment bei 1/min:                               | 103 Nm bei 3500                                                                                 | 116 Nm bei 3200                                                                                 | 121 Nm bei 2800                                                                                 | 109 Nm bei 3200                                                                |
| Verdichtung:                                             | 8,5:1                                                                                           | 8,5:1                                                                                           | 12,1:1                                                                                          | 9:1                                                                            |
| Gemischaufbereitung:                                     | 1 Fallstromvergaser Weber oder Solex                                                            | 1 Fallstromvergaser Weber oder Solex                                                            | 1 Fallstromvergaser Weber oder Solex                                                            | 1 Registervergaser Holley                                                      |
| Ventilsteuerung:                                         | Obenliegende Nockenwelle, Antrieb über Zahnriemen                                               | Obenliegende Nockenwelle, Antrieb über Zahnriemen                                               | Obenliegende Nockenwelle, Antrieb über Zahnriemen                                               | Obenliegende Nockenwelle, Antrieb über Zahnriemen                              |
| Kühlung:                                                 | Wasserkühlung                                                                                   | Wasserkühlung                                                                                   | Wasserkühlung                                                                                   | Wasserkühlung                                                                  |
| Getriebe:                                                | 4- oder 5-Gang-Getriebe a.W. Dreigangautomatik GM THM Hinterradantrieb                          | 4- oder 5-Gang-Getriebe a.W. Dreigangautomatik GM THM Hinterradantrieb                          | 4- oder 5-Gang-Getriebe a.W. Dreigangautomatik GM THM Hinterradantrieb                          | 4- oder 5-Gang-Getriebe a.W. Dreigangautomatik GM THM Hinterradantrieb         |
| Radaufhängung vorn:                                      | Dreieckquerlenker, Schraubenfedern                                                              | Dreieckquerlenker, Schraubenfedern                                                              | Dreieckquerlenker, Schraubenfedern                                                              | Dreieckquerlenker, Schraubenfedern                                             |
| Radaufhängung hinten:                                    | Starrachse, Längslenker, Panhardstab, Schraubenfedern                                           | Starrachse, Längslenker, Panhardstab, Schraubenfedern                                           | Starrachse, Längslenker, Panhardstab, Schraubenfedern                                           | Starrachse, Längslenker, Panhardstab, Schraubenfedern                          |
| Bremsen:                                                 | Scheibenbremsen vorne (Durchmesser 23,8 cm), Trommelbremsen hinten, a.W. Servo                  | Scheibenbremsen vorne (Durchmesser 23,8 cm), Trommelbremsen hinten, a.W. Servo                  | Scheibenbremsen vorne (Durchmesser 23,8 cm), Trommelbremsen hinten, a.W. Servo                  | Scheibenbremsen vorne (Durchmesser 23,8 cm), Trommelbremsen hinten, a.W. Servo |
| Lenkung:                                                 | Zahnstangenlenkung                                                                              | Zahnstangenlenkung                                                                              | Zahnstangenlenkung                                                                              | Zahnstangenlenkung                                                             |
| Karosserie:                                              | Stahlblech, selbsttragend                                                                       | Stahlblech, selbsttragend                                                                       | Stahlblech, selbsttragend                                                                       | Stahlblech, selbsttragend                                                      |
| Spurweite vorn/hinten:                                   | 1300/1300 mm                                                                                    | 1300/1300 mm                                                                                    | 1300/1300 mm                                                                                    | 1300/1300 mm                                                                   |
| Radstand:                                                | 2395 mm                                                                                         | 2395 mm                                                                                         | 2395 mm                                                                                         | Dreitürer: 2395 mm Fünftürer: 2470 mm                                          |
| Abmessungen:                                             | Hatchback: 3960 × 1570 × 1325 mm Stufenheck: 4160 × 1570 × 1325 mm Kombi: 4200 × 1570 × 1385 mm | Hatchback: 3960 × 1570 × 1325 mm Stufenheck: 4160 × 1570 × 1325 mm Kombi: 4200 × 1570 × 1385 mm | Hatchback: 3960 × 1570 × 1325 mm Stufenheck: 4160 × 1570 × 1325 mm Kombi: 4200 × 1570 × 1385 mm | Dreitürer: 4110 × 1570 × 1340 mm Fünftürer: 4190 × 1570 × 1340 mm              |
| Leergewicht:                                             | 820–925 kg                                                                                      | 820–925 kg                                                                                      | 820–925 kg                                                                                      | 945–1020 kg                                                                    |
| Höchstgeschwindigkeit:                                   | ca. 145–155 km/h                                                                                | ca. 145–155 km/h                                                                                | ca. 145–155 km/h                                                                                | ca. 140–155 km/h                                                               |
| 0–100 km/h:                                              | n. a.                                                                                           | n. a.                                                                                           | n. a.                                                                                           | n. a.                                                                          |
| Verbrauch (L/100 km):                                    | ca. 8–12 S/Alk.                                                                                 | ca. 8–12 S/Alk.                                                                                 | ca. 8–12 S/Alk.                                                                                 | ca. 8–13 N                                                                     |

## GMC Chevette
Die GMC Chevette wurde von 1992 bis 1995 von General Motors do Brasil speziell für den argentinischen Markt hergestellt und dort sowohl von Chevrolet- als auch von Renault-Händlern verkauft. Dies war das Ergebnis einer Vereinbarung, nach der in Argentinien von CIADEA hergestellte Renault Trafics in Brasilien als Chevrolets verkauft werden konnten, damit GM do Brasil im Gegenzug Chevettes nach Argentinien exportieren durfte.
Die GMC Chevette wurde sowohl als zweitürige als auch als viertürige Limousine angeboten. Angetrieben wurde das Modell entweder von einem 1,6-Liter-Ottomotor mit einer obenliegender Nockenwelle (SOHC) oder einem ein 1,8-Liter-Dieselmotor von Isuzu.
Die Chevette war die einzige Limousine, die je den Namen GMC trug. Sie wurde 1995 auf dem argentinischen Markt durch den Chevrolet Corsa ersetzt.

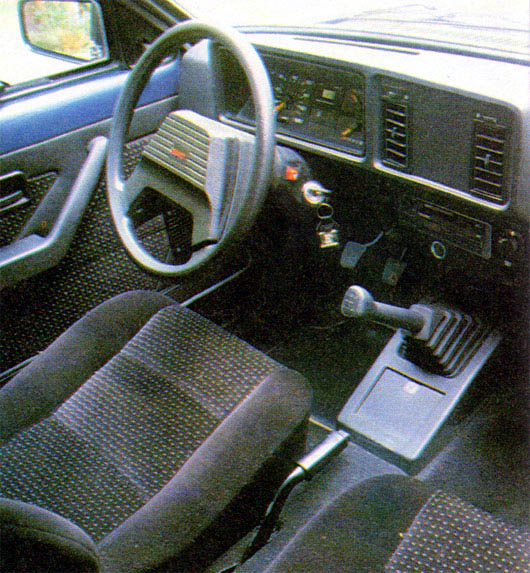
Innenraumansicht

## Electrovette
Gleich in den 1970er Jahren baute GM auf dieser Plattform ein Elektro-Konzept-Auto Electrovette. Der aus Nickel-Zink-Batterien gespeiste Wagen erreichte eine Höchstgeschwindigkeit von 85 km/h und sollte eine Reichweite von 100 Meilen schaffen, was etwa 160 km entspricht. Tatsächlich soll die Reichweite jedoch nur bei etwa der Hälfte gelegen haben. Der Akkumulator sollte auf 300 Ladezyklen bzw. etwa 30.000 Meilen (ungefähr 48.000 km) Lebensdauer ausgelegt werden. Die Ladedauer wurde mit 8 Stunden für eine vollständige Aufladung angegeben.

## Trivia
- Dass GM die Chevette, die mit dem Opel Kadett praktisch identisch war, nicht unter der deutschen Bezeichnung in Brasilien einführte, soll daran gelegen haben, dass man Assoziationen mit dem bis 1985 dort herrschenden Militärregime vermeiden wollte. 1989 lancierte GM in Brasilien dann den Chevrolet Kadett E, der parallel zur Chevette gebaut wurde.
- Eine Chevette mit der Nummerntafel D-Fens wird in dem Film Falling Down – Ein ganz normaler Tag von Hauptdarsteller Michael Douglas im morgendlichen Berufsverkehr-Stau stehengelassen.
- In einer Folge der US-Serie Scrubs (Meine Kollegin) entzieht sich einer der Protagonisten (Donald Faison) einer Unterhaltung, indem er aus dem fahrenden Auto springt.

Daraufhin durchbricht die Chevette ein Brückengeländer und kollidiert mit einer Mauer.